# Новоочеретувате
Новоочеретува́те — село Комарської сільської громади Волноваського району Донецької області, Україна.

## Загальні відомості
Село розташоване на лівому березі р. Мокрі Яли. Відстань до Великої Новосілки становить близько 9 км і проходить автошляхом місцевого значення.

## Населення
За даними перепису 2001 року населення села становило 199 осіб, із них 88,94 % зазначили рідною мову українську та 11,06 % — російську.